# Turumbu

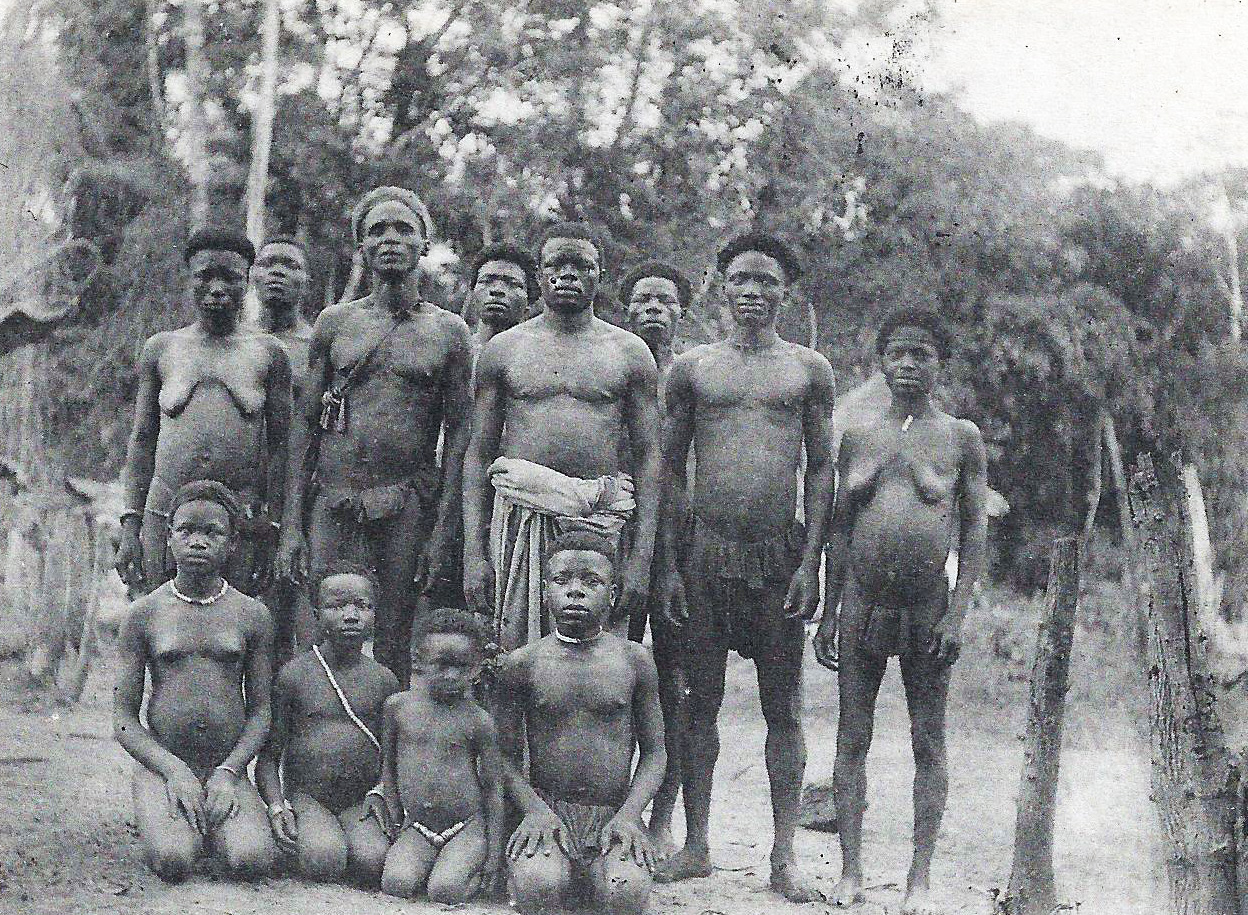
Chef Turumbu et sa famille, vers 1910.

Turumbu (également Lombo, Olombo, Ulumbu) est un peuple forestier vivant en République démocratique du Congo, principalement dans le territoire d'Isangi au district de Tshopo, des deux côtés du fleuve Congo.
Leur langue est le lombo. En 1971 le nombre de locuteurs était estimé à quelque 10 000 personnes, révisé à la fin des années 2000 à 32 000.